# Wilhelm Knappich
Wilhelm Knappich (* 9. Oktober 1880; † 28. Dezember 1970) war ein österreichischer Bibliothekar und Astrologe.
Wilhelm Knappich war Bibliotheksdirektor der Wiener Handelskammer. Nach seiner Pensionierung 1933 widmete er sich zusammen mit Walter A. Koch der Geschichte astrologischer Häuser und deren Berechnungsgrundlagen. Mit seinem Werk Horoskop und Himmelshäuser – Grundlagen und Altertum (1959) schuf er zusammen mit Walter A. Koch eine Analyse antiker Häusersysteme. 

## Schriften
- Die Astrologie im Weltbild der Gegenwart. 1948.
- Der Mensch im Horoskop. Stadler, 1951.
- Beiträge zur Geschichte der Astrologie. Zenit, 1958.
- mit Walter A. Koch: Horoskop und Himmelshäuser – Grundlagen und Altertum. 1959.
- Geschichte der Astrologie. Frankfurt am Main 1967, ISBN 3465029844.
- Entwicklung der Horoskoptechnik vom Altertum bis zur Gegenwart. postume Ausgabe 1978.